# NGC 3393
NGC 3393 је спирална галаксија у сазвежђу Хидра која се налази на NGC листи објеката дубоког неба.
Деклинација објекта је - 25° 9' 42" а ректасцензија 10h 48m 23,4s. Привидна величина (магнитуда) објекта NGC 3393 износи 12,2 а фотографска магнитуда 13,1. NGC 3393 је још познат и под ознакама ESO 501-100, MCG -4-26-11, AM 1045-245, IRAS 10459-2453, PGC 32300.